# Melchior Cibinensis

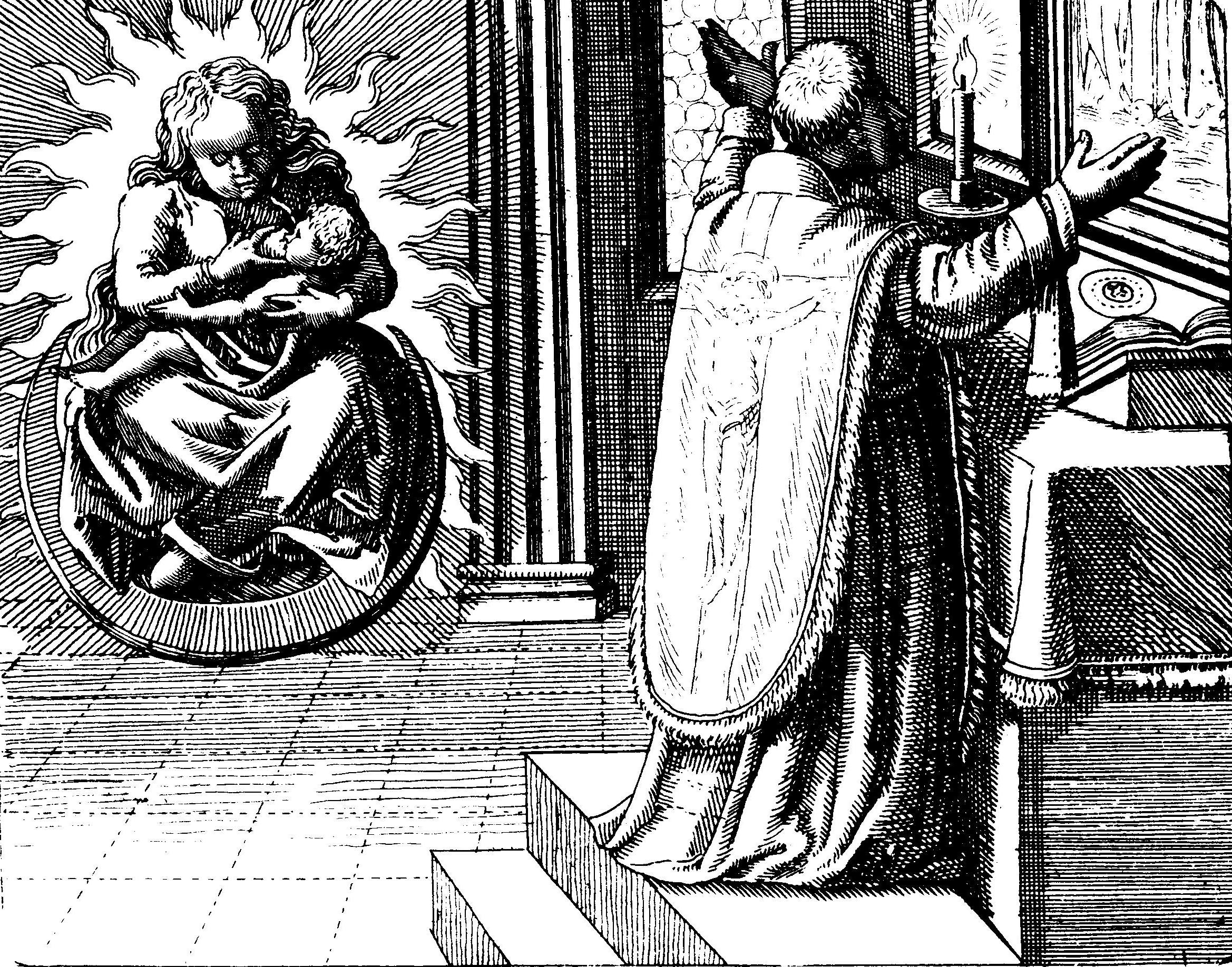
Melchior Cibinensis in Michael Maier, símbolos da mesa de ouro

Melchior Cibinensis , Melchior de Hermannstadt , também Nicolaus Melchior Cibinensis foi um autor alquimista do século XVI de Siebenbürgen. Ele foi, provavelmente, um padre e é conhecido como o autor de uma Missa alquimista (Addam et processus sub-forma missae), ou a representação do Processo Alquímico sob a forma de uma exibição que, provavelmente, teve lugar em, (por volta de) 1525 e 1602 no Theatrum Chemicum  e em 1617 na Symbola Aureae Mensae e que foi publicado por Michael Maier.

## Tentativas de identificação com outras pessoas conhecidas da época
Melchior Cibinensis foi relacionado com Carl Gustav Jung, com os astrólogos da corte e o capelão de Vladislau II (1471-1516). E Luis II (1516-1526). Identificado com Nicolas Melchior Szebeni, que após a morte de Luis II (1516-1526), na batalha de Mohács chegou à corte de Viena em 1526. O processus é dedicado ao rei húngaro Vladislau II.
De acordo com outros dados que é idêntico a um Nicolas Melchior de Hermannstadt de Carlos II. Decapitado em 1531 em Praga pelo nobre Checo Andreas Schampasa porque eles possuiam moedas que valiam mais do que o rei.  Este Nicolas Melchior veio de uma família de ourives em Hermannstadt e estudou em Viena. . Mas não deve ter sido o autor real, mas forneceram apenas o texto mais antigo. 
O autor também foi identificado com Miklós Oláh (Nicolaus Olahus), que morreu em 1568. 

## Literatura
- Joachim Telle: Melchior Cibinensis. Em: Enciclopédia da Idade Média . Volume 6, Artemis & Winkler, Munique [u. a.] 1993, ISBN 3-7608-8906-9 , Sp. 491 (onde ele é identificado com Melchior Szebeni)